# وادي الليث
وادي الليث هو واد يقع في شرق محافظة الليث التابعة لمنطقة مكة المكرمة ويعتبر من أكبر أودية تهامه الحجاز ويصب من جبال السراة في البحر الأحمر.

## أشهر فروعه
- وادي ذراء
- وادي تبشع
- وادي رقيه
- وادي سلبه
- وادي عورش
- وادي ذهب
- وادي مستنقع
- وادي اتانه
- وادي قرضام
- وادي تثيل
- وادي فلح
- وادي مقساه
- وادي عظمان
- وادي المطرق
- وادي السادة

## وصلات خارجية
- موقع إمارة منطقة مكة المكرمة